# Гуцуляк, Алексей Александрович
Алексе́й Алекса́ндрович Гуцуля́к (укр. Олексій Олександрович Гуцуляк; род. 25 декабря 1997, Красилов, Хмельницкая область) — украинский футболист, полузащитник житомирского «Полесья» и сборной Украины.

## Клубная карьера
Воспитанник Львовского государственного училища физической культуры, где занимался в группе учителей по футболу Тараса Павлиша и Андрея Дулибского. В составе команды УФК занимал четвёртое место в ДЮФЛ. В 2011 году 13-летнего Алексея вместе с партнёром по училищу Владимиром Сеницей пытались переманить в свою академию скауты донецкого «Шахтёра», но по совету тренеров футболист предпочёл остаться во Львове.
После завершения обучения Гуцуляк был зачислен в юношескую команду «Карпат». Зимой 2015 года главный тренер основной команды львовян Игор Йовичевич пригласил из состава U-19 троих игроков с собой на турецкие сборы. В их числе был и Гуцуляк. На сборах футболисту удалось отличиться забитыми голами в матчах с «Оцелулом» и днепродзержинской «Сталью».
После возобновления чемпионата 1 марта 2015 года в матче против донецкого «Металлурга» Гуцуляк дебютировал в Премьер-лиге. Воспитанник карпатовской Академии вышел на поле во втором тайме вместо Дениса Кожанова, став на тот момент самым молодым дебютантом сезона 2014/15 годов. До конца чемпионата футболист сыграл в 7 матчах Премьер-лиги.
В начале июня 2016 года перешёл на правах аренды в «Вильярреал», но не сыграв ни одного матча, весной 2017 года вернулся обратно. В январе 2020 года перешёл в черниговскую «Десну», подписав контракт сроком на 3 года. Сумма трансфера составила 300 000 евро. По итогам сезона 2020/21 с 7 голевыми передачами занял второе место в списке лучших ассистентов Премьер-лиги, стал лучшим игроком лиги по количеству обводок и включён в символическую сборную сезона по версии сайта Sportarena.com на позиции правого полузащитника.
В августе 2021 года подписал 4-летний контракт с «Днепром-1». По данным сайта Transfermarkt сумма трансфера составила 500 тыс. евро. В сезоне 2023/24 Гуцуляк стал лучшим бомбардиром «Днепра-1» в УПЛ, забив в ворота соперников 9 голов.
Летом 2024 года Гуцуляк заключил двухлетнее соглашение с житомирским «Полесьем». Дебют в составе нового клуба пришёлся на двухматчевое противостояние со словенской «Олимпией» в рамках квалификации Лиги конференций, которое завершилось поражением клуба из Украины с общим счётом (1:4).
В матче против «Ворсклы» 8 октября 2024 года Алексей Гуцуляк отыграл свою 200-ю встречу в рамках УПЛ. По итогам 2024 года он занял второе место в списке лучших футболистов украинского чемпионата по версии сайт «Команда1».

## Карьера в сборной
Выступал за юношеские сборные Украины до 17 и до 19 лет, а также за молодёжную сборную до 21 года.
В декабре 2021 года главный тренер сборной Украины Александр Петраков вызвал Гуцуляка в стан национальной команды на игры заключительной части квалификации чемпионата мира 2022 года. Тем не менее дебютировал за «жёлто-синих» Гуцуляк уже под руководством Сергея Реброва в плей-офф квалификации на Евро-2024 года в игре против Боснии и Герцеговины (2:1).
Игру против Чехии 14 октября 2024 года Гуцуляк покинул на носилках, после удара в челюсть от полузащитника Томаша Соучека. В итоге украинскому футболисту был поставлен диагноз «сотрясение мозга» и он смог вернуться на поле спустя 11 дней.
20 марта 2025 года в матче Лиги наций против сборной Бельгии забил дебютный гол за сборную Украины.

## Достижения
«Днепр-1»
- Серебряный призёр чемпионата Украины: 2022/23